# Универ. Новая общага
«Униве́р. Новая общага» — российский телесериал-ситком, повествующий о жизни студентов, проживающих в одном блоке общежития. Продолжение телесериала «Универ». Транслировался телеканалом «ТНТ» с 10 октября 2011 года по 1 октября 2018 года. С третьего сезона телесериал снова носил название «Универ».
На данный момент является самым продолжительным по времени в эфире ситкомом в истории российского телевидения.

## Сезоны
| Сезон | Название              | Серии | Серии | Даты показа     | Даты показа     |
| Сезон | Название              | Серии | Серии | Первая серия    | Последняя серия |
| ----- | --------------------- | ----- | ----- | --------------- | --------------- |
| 1     | —                     | 100   | 15    | 10 октября 2011 | 2 ноября 2011   |
| 1     | —                     | 100   | 19    | 4 июня 2012     | 5 июля 2012     |
| 1     | —                     | 100   | 19    | 6 ноября 2012   | 6 декабря 2012  |
| 1     | —                     | 100   | 8     | 21 января 2013  | 31 января 2013  |
| 1     | —                     | 100   | 16    | 11 марта 2013   | 4 апреля 2013   |
| 1     | —                     | 100   | 22    | 28 октября 2013 | 4 декабря 2013  |
| 1     | Новогодняя серия      | 100   | 1     | 31 декабря 2013 | 31 декабря 2013 |
| 2     | —                     | 100   | 20    | 17 марта 2014   | 17 апреля 2014  |
| 2     | —                     | 100   | 20    | 1 сентября 2014 | 2 октября 2014  |
| 2     | Новогодняя серия      | 100   | 1     | 31 декабря 2014 | 31 декабря 2014 |
| 2     | —                     | 100   | 20    | 10 марта 2015   | 9 апреля 2015   |
| 2     | —                     | 100   | 20    | 12 октября 2015 | 12 ноября 2015  |
| 2     | —                     | 100   | 19    | 23 ноября 2015  | 23 декабря 2015 |
| 3     | «Учись!»              | 98    | 20    | 10 октября 2016 | 10 ноября 2016  |
| 3     | Новогодняя серия      | 98    | 1     | 27 декабря 2016 | 27 декабря 2016 |
| 3     | «Майское наслаждение» | 98    | 20    | 15 мая 2017     | 15 июня 2017    |
| 3     | «Попробуй»            | 98    | 20    | 7 ноября 2017   | 7 декабря 2017  |
| 3     | «Наконец-то свадьба»  | 98    | 18    | 2 апреля 2018   | 19 апреля 2018  |
| 3     | «Последний сезон»     | 98    | 18    | 3 сентября 2018 | 1 октября 2018  |

## Сюжет
Действие происходит после событий сериала «Универ».
Оставленным на второй год пятикурсникам Антону и Кузе привалило счастье. Их старая общага идет под снос, и в новом корпусе их селят в блок с тремя девушками — Кристиной, Машей и Яной. В роли аспиранта в универ возвращается и Майкл — чтобы откосить от армии. Ребята стали старше и… романтичнее. Теперь им хочется не только секса и тусовок, но и настоящих чувств. Однако вызвать взаимность у дам сердца не так просто, как кажется.
Сезон 1:
Общежитие № 3, в котором жили герои, идёт под снос, и трёх ребят (Майкла, Антона и Кузю) переселяют в новую общагу. В новом корпусе их селят в блок № 510 с девушками Кристиной, Яной и Машей. Кузя начинает встречаться с Машей, а Антон — с Кристиной. Позднее Кузя уезжает в Агаповку, вместо него заселяется ботаник Валентин.
Сезон 2:
В блок заселяется младшая сестра Яны — Юля, которая всеми силами старается отбить Антона у Кристины. Яна открывает своё «ИП». После большого количества безуспешных попыток завоевать сердце Антона, Юля решается вернуться в Челябинск. В соседний блок заселяются два гопника — Иваныч и Кисель. Яна сходу влюбляется в Иваныча, и они начинают встречаться.
Сезон 3:
Кристина расстаётся с Антоном и уезжает в Тверь, Валя и Маша после продолжительного расставания решают пожениться, Антон и Майкл организуют совместный бизнес, а Яна взяла академический отпуск на год и фиктивно расстаётся с Иванычем. На освободившиеся места в блоке заселяются сестры-двойняшки Вика и Ника. Вскоре возвращаются Яна с сыном Никитой, рождение которого она вместе с Иванычем пыталась скрыть расставанием, Кристина, чтобы отбить у Вики Антона, и Варя, чтобы вернуть Майкла.
В финале сериала сыграно 4 свадьбы: Антона с Кристиной, Майкла с Варей, Маши с Валей и Яны с Максом.

## Главные герои

### Эдуард Кузьмин (Кузя)
Эдуард Васильевич Кузьмин (Виталий Гогунский) — студент филологического факультета. Родился в Агаповке, долгое время прожил в Кургане, о чём часто вспоминает с ностальгией. Добр и бесхитростен, из-за чего друзья часто подшучивают над ним. В трудных ситуациях начинает юлить и бездарно завираться. Довольно часто свои мысли и чувства выражает фразами типа: «Потеря потерь!», «Блин блинский!», «Крутяк», «Точняк».
В 71 серии после ссоры с Машей Беловой уехал в Агаповку.

### Артур Микаэлян (Майкл)
Артур Тигранович Микаэлян (Арарат Кещян) — армянин из Адлера, аспирант-историк (с 7 серии), позднее доцент (с 201 серии). В отношениях с ректором Зуевым зачастую робок до трусости, однако обладает хорошим чувством юмора и здравым смыслом, а также коммерческой хваткой и смекалкой, которые помогает ему умело выпутываться из различных неприятных ситуаций. Лучший друг Антона Мартынова.

### Антон Мартынов
Антон Львович Мартынов (Станислав Ярушин) — студент экономического факультета (с 1 по 207 серии), позднее (с 213 серии) — аспирант. Сын олигарха Льва Мартынова, «сослан» из Англии в универ отцом за беспечный образ жизни. Любит манипулировать людьми, играя на их слабостях и чертах характера, небезосновательно считает себя «королём разводов» (не всегда добрых). Злоупотребляет дорогим крепким алкоголем, увлекается азартными играми. Лучший друг Артура Микаэляна.

### Маша Белова
Мария Степановна/Александровна Белова (Анна Хилькевич) — блондинка из Краснодара, студентка факультета журналистики. Любит модную одежду, тусовки и прочие развлечения. Несколько наивная альтруистка, склонная к аферизму и не всегда умелому вранью. Окружена вниманием поклонников, но при постоянных отношениях верна и весьма ревнива.

### Кристина Соколовская
Кристина Михайловна Соколовская (Настасья Самбурская) — студентка экономического факультета. Волевая и острая на язык девушка из Твери, обладает обострённым чувством справедливости: осуждает других за проступки, но готова извиниться, если оказывается неправа. Увлекается йогой. В начале сериала — холодная мужененавистница из-за измены бывшего мужа, но постепенно «оттаивает» от знаков внимания Антона.

### Яна Семакина
Яна Викторовна Семакина (Анна Кузина) — студентка педагогического факультета из Челябинска. Активистка, отличается хорошими организаторскими способностями, но из-за желания везде успеть, неумения обманывать и привычкой лезть не в своё дело часто попадает в переплёт. Плохо развитое чувство юмора компенсировано весьма богатым воображением(что в конечном счёте, происходит всякие проблемы от её действия). Периодически всплывают тени её не вполне законопослушного прошлого.

### Валя Будейко
Валентин Григорьевич Будейко (Александр Стекольников) — новый сосед и замена Кузи (с 78 серии), ботаник из Саратова. Культурный, вежливый и безобидный человек, хотя правдив до бестактности и весьма зануден, предпочитает изъясняться наукообразными фразами. Студент-биохимик, много времени уделяет учёбе, готовя себя в лауреаты Нобелевской премии. Очень ответственно относится к здоровью (как к своему, так и окружающих) и соблюдению порядка и законности. Знает турецкий язык. Несмотря на высокий интеллект (IQ = 185), плохо понимает иронию и некоторые аспекты межличностных отношений. Из-за семейного воспитания поначалу сторонился отношений с противоположным полом, считая их серьёзной помехой в построении карьеры.

### Юля Семакина
Юлия Викторовна Семакина (Анастасия Иванова) — новая соседка (со 104 серии), младшая сестра Яны, но, в отличие от неё, самоуверенна, самолюбива и эгоистична. Лицемерна и лжива, не особо разборчива в способах достижения своих целей. Не любит учиться, считает, что всего сможет добиться с помощью своей красоты.
В 148 серии сознаётся Яне в отсутствии беременности и остаётся в Челябинске.

### Макс Иванов (Иваныч)
Максим Александрович Иванов (Константин Шелягин) — студент-биохимик, живущий по соседству с главными героями сериала в блоке № 511 (3 серия; со 121 серии). Гопник, но под напускными мелкокриминальными наклонностями скрываются мягкий характер и некоторая образованность. Разговаривает преимущественно на жаргоне, от которого его подруга Яна старается отучить. Хитёр, хотя порой действует легкомысленно.

### Лёша Киселёв (Кисель)
Алексей Михайлович Киселёв (Григорий Кокоткин) — студент философского факультета из Ростова-на-Дону. Появился в 3-й и со 121-й серии. Глуповатый гопник, лучший друг Иваныча. Любитель выпить, зачастую в ущерб учёбе.

### Сёстры Бобр
Вика и Ника — сёстры-двойняшки из Нижнего Новгорода, заселившиеся в блок № 510 в 227 серии. Родители скрыли от них, кто рождён раньше, чтобы избежать споров из-за старшинства, но добились обратного результата.
Виктория Бобр (Юлия Франц) — студентка экономического факультета. Спокойная и рассудительная, но временами эмоциональна.
Ника Бобр (Екатерина Шумакова) — студентка-лингвист, также известная как видеоблогер НИКАгда. Обладает более весёлым и компанейским характером, нежели сестра. Любительница технических и цифровых новинок.

## Второстепенные герои
Зоя Михайловна Колесникова (Елена Валюшкина) — комендант (в просторечии — Коменда) новой общаги. Обидчива на любую критику в свой адрес. По мере сил не отказывает студентам в помощи, но и сама использует их возможности, не брезгуя при этом мягким шантажом. Довольно часто выражает свои мысли и чувства фразами «Японский бог» и «Етишкин корень».
Олег Валерьевич Смирнов (Владимир Фекленко) — председатель (до 46 серии) студенческого профкома. Любит красивую жизнь и дорогие статусные вещи, для их получения пользуется различными способами, такими как хищения из кассы профкома и взяточничество. Быстро придумывает планы афер, в критических ситуациях сразу находит оправдания своих неблаговидных поступков.
Проиграв Яне выборы в профком (45 серия), уволился из МВГУ.
Павел Владимирович Зyeв (Сергей Пиоро) — заведующий кафедрой истории, с 33 серии — ректор. Доктор исторических наук. Строг и требователен, нетерпим к проявлениям коррупции во вверенном ему заведении. Болезненно относится к своей репутации, особенно боится пересудов. Женат дважды, две дочери: старшая — Варя и младшая — Рита.
Лев Андреевич Мартынов (Андрей Лебедев) — отец Антона, олигарх. Старается вырастить из сына достойного наследника. Единственный человек, которого боится Антон, так как он может лишить его денег, каких-либо возможностей или наследства вообще.
Ксения Андреевна Ковальчук (Наталья Рудова) — новая (с 29 серии) заведующая кафедрой истории, назначенная на смену Зуеву. Также строга и требовательна.
В 99 серии вышла замуж за американского профессора Джека Робертсона и осталась жить в США.
Варвара Павловна Зуева (Екатерина Молоховская) — психолог МВГУ (со 147 серии). Старшая дочь ректора Зуева. Весёлая, любит тусовки, не хочет ни от кого быть зависимой.
Артём Ребров (Влад Соколовский) — студент, руководитель телеканала «Универ-TV» (241—264 серии). Обаятельный карьерист, получил должность нечестным путём, обманув Нику и других девушек коллектива.
Уехал на ПМЖ в Майами.
Василиса Андреевна Ефремова (Евгения Серебренникова) — новый (с 261 серии) проректор по административно-хозяйственной части МВГУ. Прагматик, разделяющая работу и личные отношения.

## Над сериалом работали
| Авторы идеи - Вячеслав Дусмухаметов - Семён Слепаков Продюсеры - Артур Джанибекян - Александр Дулерайн - Вячеслав Дусмухаметов - Семён Слепаков Исполнительные продюсеры - Таймураз Бадзиев - Андрей Левин Креативные продюсеры - Евгений Соболев - Заур Болотаев Креативная группа - Юлия Галиченко - Илья Полежайкин - Максим Вахитов - Антон Колбасов - Максим Корчагин - Андрей Суслов - Антон Тихонов Режиссёры-постановщики - Константин Смирнов - Максим Зыков - Тимофей Шоталов - Владимир Тихомов (второй режиссёр) - Рустам Мосафир - Михаил Старчак - Даниил Лисов | Звукорежиссёр - Сергей Рассказчиков Режиссёрская группа - Олег Николаев (кастиг-директор, подбор актёров) - Виктория Рассказова (помощник кастинг-директора) - Ольга Чернышова (ассистент режиссёра по актёрам) - Евгений Калабин (режиссёр планирования) Диалоги - Евгений Самохвалов - Артем Гончаров - Сергей Кинстлер - Алим Бесчоков - Дмитрий Осипов - Максим Филатов - Александр Косьянов - Данил Троценко - Василий Смолин - Сергей Баронов - Сергей Фирсов - Андрей Орлов - Андрей Воробьев Операторы - Эдуард Мошкович - Юрий Коробейников - Виктор Бормотов - Иван Мамонов (2 сезон) - Юрий Никогосов (оператор-постановщик) - Дмитрий Карначик - Фёдор Стручёв - Илья Авербах - Василий Рыжов |

## Саундтрек
Первый сезон
Саундтрек сериала исполнен группой «Градусы» («Научиться бы не париться»). Также присутствуют песни групп:
- «Quest Pistols» — «Дни гламура», «Жаркие танцы», «Ты так красива», «Революция», «Клетка», «Я твой наркотик», «Белая стрекоза любви»
- «Край неба» — «А я летаю», «Sometimes».
- «Pompeya» — «We Like Songs», «Sister», «90».
- «Нервы» — «Глупая».
- Доминик Джокер — «Если ты со мной».

Второй сезон
- «Leopard Bonapart» — «Barbarella».
- «Guru Groove Foundation» — «Golden Love», «My Baby».
- «Hospital» — «Falling».
- «The Maneken» — «Fast’n’Slow».
- «J07» — «Smoking Rule».
- Джамала — «You’re Made of Love», «Your Love».

Третий сезон
- «Serebro» — «Chocolate» (рингтон на телефоне Маши).
- «Quest Pistols Show» — «Непохожие» (рингтон на телефоне Майкла).
- «Меджикул» — «Митхун Чакроборти» (рингтон на телефоне Антона).
- «Время и Стекло» — «Навернопотомучто» (рингтон на телефоне Яны), «Топ».
- «IOWA» — «Бьёт бит» (рингтон на телефоне Антона).
- «Кравц» — «Осенний дождь» (рингтон на телефоне Иваныча).
- «Estradarada» — «Вите надо выйти» (рингтон на телефоне Киселя).
- Alekseev — «Пьяное солнце», «Навсегда».
- Макс Барских — «Туманы» (со 2-й части сезона в одной из серий сначала играла в ночном клубе, позже — рингтон на телефоне Майкла).
- Егор Крид — «Мало, так мало».
- Monatik — «Кружит».
- «Serebro» — «Между нами любовь» (играла в кафе «Викитория» во 2-й части сезона).
- Альберт Матосян — «Адлер-Сочи» (рингтон на телефоне Майкла при звонке от родственников из Адлера).
- Maruv & Boosin — «Drunk Groove».
- LOBODA — «SuperStar».
- TERNOVOY (ex. Terry) — «Домофон».

## Документальные фильмы
Также были показаны передачи, рассказывающие о съёмках сериала:
- 19 августа 2012 года — «Универ. День открытых дверей»[4].
- 19 апреля 2018 года — «Один день в Универе»[5] (298 серия)[6].
- 2 октября 2018 года — «Универ. Фильм о проекте»[7] (299 серия)[6].

## Продолжения
В августе 2020 года актриса Настасья Самбурская объявила о начале съёмок продолжения сериала под названием «Универ. 10 лет спустя». Премьера состоялась 6 декабря 2021 года.
В июле 2023 года начались съемки сериала «Универ. 13 лет спустя». Премьера состоялась 13 мая 2024 года.
В декабре 2024 года актриса Настасья Самбурская объявила о возможном продолжении ситкома «Универ. 15 лет спустя». Дата выхода ещё не известна.